# شهرستان نایروبی
شهرستان نایروبی (به لاتین: Nairobi County) یک شهرستان در کنیا است. شهرستان نایروبی ۶۹۶ کیلومتر مربع مساحت و ۴٬۳۹۷٬۰۷۳ نفر جمعیت دارد.